# Louis Charles Winnaert
Louis Joseph Marie Charles Winnaert (ur. 4 czerwca 1880 w Dunkierce, zm. 3 marca 1937 w Paryżu) – francuski duchowny, organizator Kościoła Prawosławnego Francji.
Początkowo duchowny rzymskokatolicki. Święcenia kapłańskie przyjął w 1905 roku. Z uwagi na swoje poglądy modernistyczne po I wojnie światowej wraz z grupą sympatyków wystąpił z Kościoła katolickiego i szukał miejsca w innych wyznaniach.
W 1919 roku po wydaniu broszury Vers un libre catholicisme został duchownym anglikańskim. Inkardynowany przez biskupa Herberta Bury do diecezji północnej i centralnej Europy Kościoła Anglii opiekował się misją w Paryżu. W 1920 roku podporządkował się jurysdykcji arcybiskupa Gerardusa Gula, przystąpił do misji starokatolickiej i został opiekunem wspólnoty w Saint-Denis. Współpracę z Unią Utrechcką zakończył jednak w rok później, gdy dołączył do teozofów. Obrany biskupem w 1922 roku przyjął sakrę z rąk zwierzchnika Liberalnego Kościoła Katolickiego, Jamesa Ingalla Wedgwooda.
Rozczarowany Liberalnym Kościołem Katolickim za ezoterykę i zbyt bliskie związki z masonerią opuścił jego struktury i zaczął działać niezależnie. Od 1927 roku podjął starania o przyjęcie w poczet duchownych prawosławnych. Zajął się dostosowaniem rytu łacińskiego do nauczania Kościołów prawosławnych. Prowadził rozmowy z rosyjskim metropolitą Sergiuszem (Stragorodski). W 1931 roku podjął się także dialogu z liderami Kościoła Czechosłowackiego i dokonał w Paryżu konsekracji dwóch biskupów tego wyznania, Gustava Procházki i Josefa Stejskala.
W 1932 roku Louis Charles Winnaert zaczął podawać się za duchownego prawosławnego i zwierzchnika Ortodoksyjnego Kościół Zachodu co było związane z pozytywnymi rozmowami z Rosyjskim Kościołem Prawosławnym. Patriarchat Moskwy zwlekał jednak z pełną interkomunią. Zobowiązał go bowiem wcześniej do uregulowania swojego stanu cywilnego w sferze stosunków rodzinnych jak również do zaprzestania podawania się za biskupa, gdyż nie uznawał jego sakry biskupiej. Dopiero więc po spełnieniu tych warunków w 1936 roku Louis Charles Winnaert jako archimandryta Ireneusz został oficjalnie inkardynowany do Rosyjskiego Kościoła Prawosławnego.